# Phyllophaga acunai
Phyllophaga acunai är en skalbaggsart som beskrevs av Chapin 1937. Phyllophaga acunai ingår i släktet Phyllophaga och familjen Melolonthidae. Inga underarter finns listade i Catalogue of Life.